# Franciszek Smuglewicz
Franciszek Smuglewicz (en lituanien : Pranciškus Smuglevičius,), né le 6 octobre 1745 à Varsovie et mort le 18 septembre 1807 à Vilnius, est un dessinateur et peintre polono-lituanien. Smuglewicz est considéré comme l'ancêtre de l'art lituanien à l'époque moderne. Il est le précurseur de l'historicisme dans la peinture polonaise. Il est également l'un des fondateurs de l'école d'art de Vilnius, ses plus éminents élèves étant Jan Rustem, Jan Krzysztof Damel, Gaspar Borowski et Józef Oleszkiewicz. Son père Łukasz Smuglewicz et son frère Antoni étaient également peintres.

## Biographie
Franciszek Smuglewicz naît à Varsovie, et est le fils de Łukasz Smuglewicz, également peintre et de Regina Olesińska. Sa mère, Regina Olesińska, est la nièce du peintre Szymon Czechowicz,. Il fait ses premiers pas en tant que peintre dans l'atelier conjoint de son père et de Czechowicz à Varsovie. En 1763, Franciszek se rend à Rome, où il commence l'étude des beaux-arts sous la tutelle d'Anton von Maron. Il séjourna à Rome pendant 21 ans, où il adopta le style néo-classique.
En 1765, il reçoit une bourse royale du roi de Pologne Stanisław August Poniatowski et fut admis à l'Académie Saint-Luc. En tant que collègue de Vincenzo Brenna, il participe au catalogage des artefacts de la Domus aurea de Néron. En 1784, il retourne à Varsovie, où il fonde sa propre école des beaux-arts, l'un des prédécesseurs de la moderne académie des beaux-arts.
En 1797, il s'installe à Vilnius, où il devient le fondateur et le premier diacre de l'Institut de dessin et de peinture de l'université de Vilnius.
En 1801, il peint des tableaux allégoriques pour le tsar Paul Ier dans son nouveau palais impérial, le château des Ingénieurs de Saint-Pétersbourg, également conçu par Brenna.
Tuteur de générations de peintres polono-lituaniens, Smuglewicz se consacre à la peinture historique dans les dernières années de sa vie. Il a apporté en Lituanie des idées classiques et des vues du classicisme éclairé. Il a peint la vie quotidienne et l'architecture de Vilnius d'une manière réaliste. Ses travaux ont contribué à la reconstruction en cours du palais royal de Lituanie à Vilnius.
Parmi les œuvres remarquables de cette période, on peut citer La Réunion de la Diète de quatre ans (1793) et le Serment de Kościuszko au marché de la vieille ville de Cracovie (1797), Les paysans lituaniens, Les paysans libérés de la servitude à Merkinė. Parmi ses œuvres de l'époque, il y a des vues sur les remparts et les portes de la ville qui ont été démolis au XIXe siècle.

Il est inhumé à Vilnius au cimetière de Rasos (en polonais : Cmentarz na Rossie), bien que l'emplacement exact ne soit pas connu.

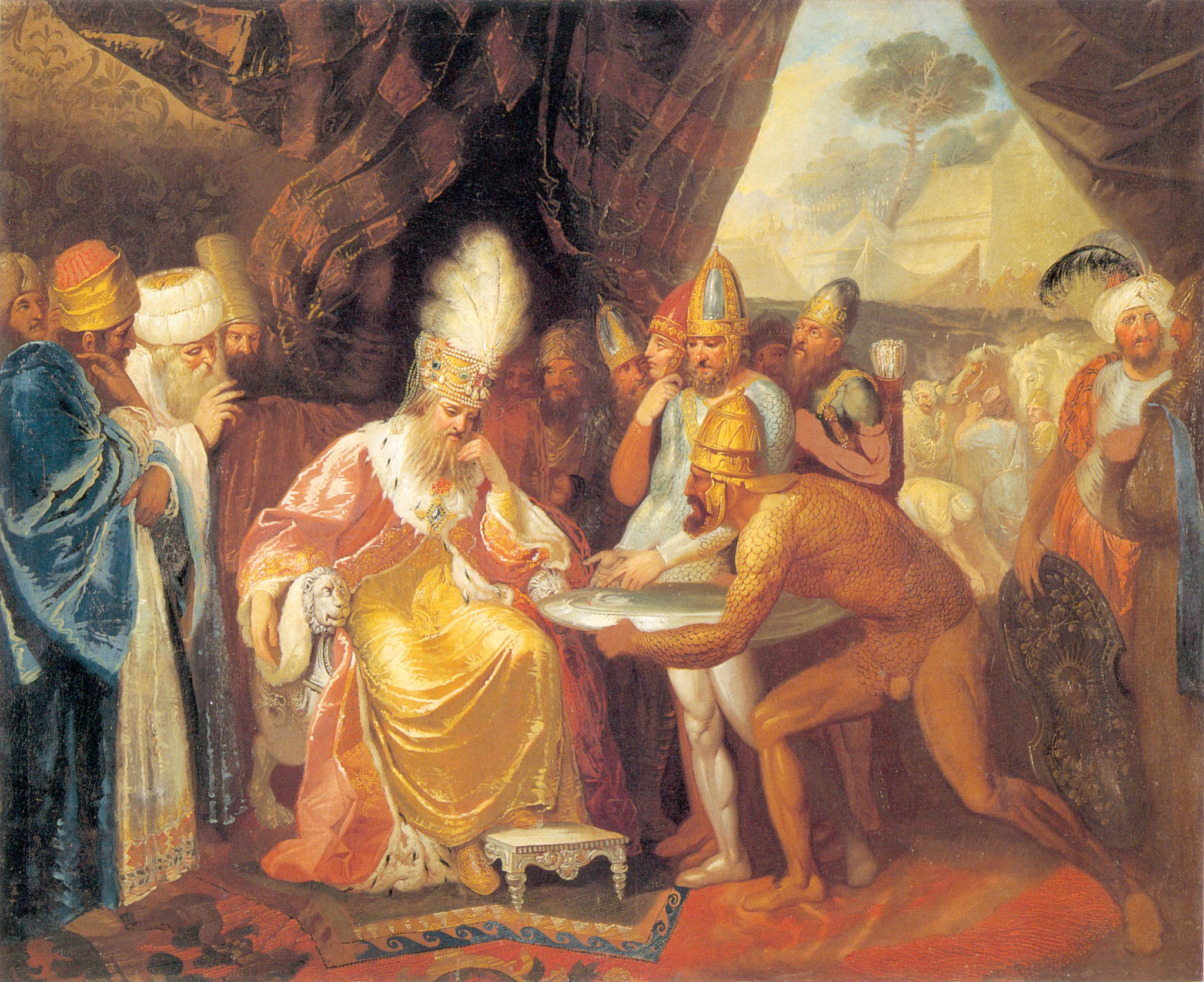
Les Scythes rencontrent Darius, 1785.
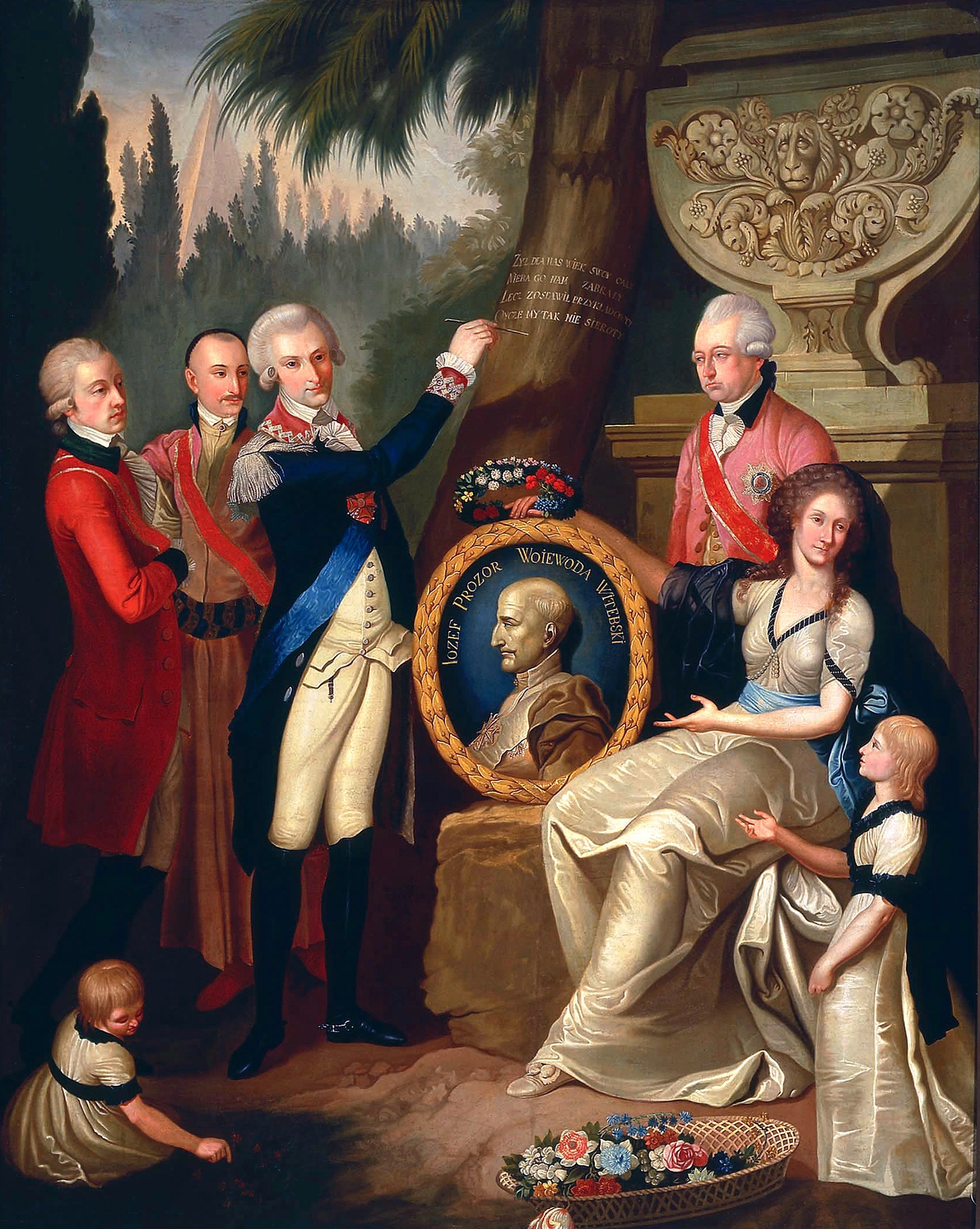
Portrait de la famille Prozor, 1789, Musée national de Varsovie.
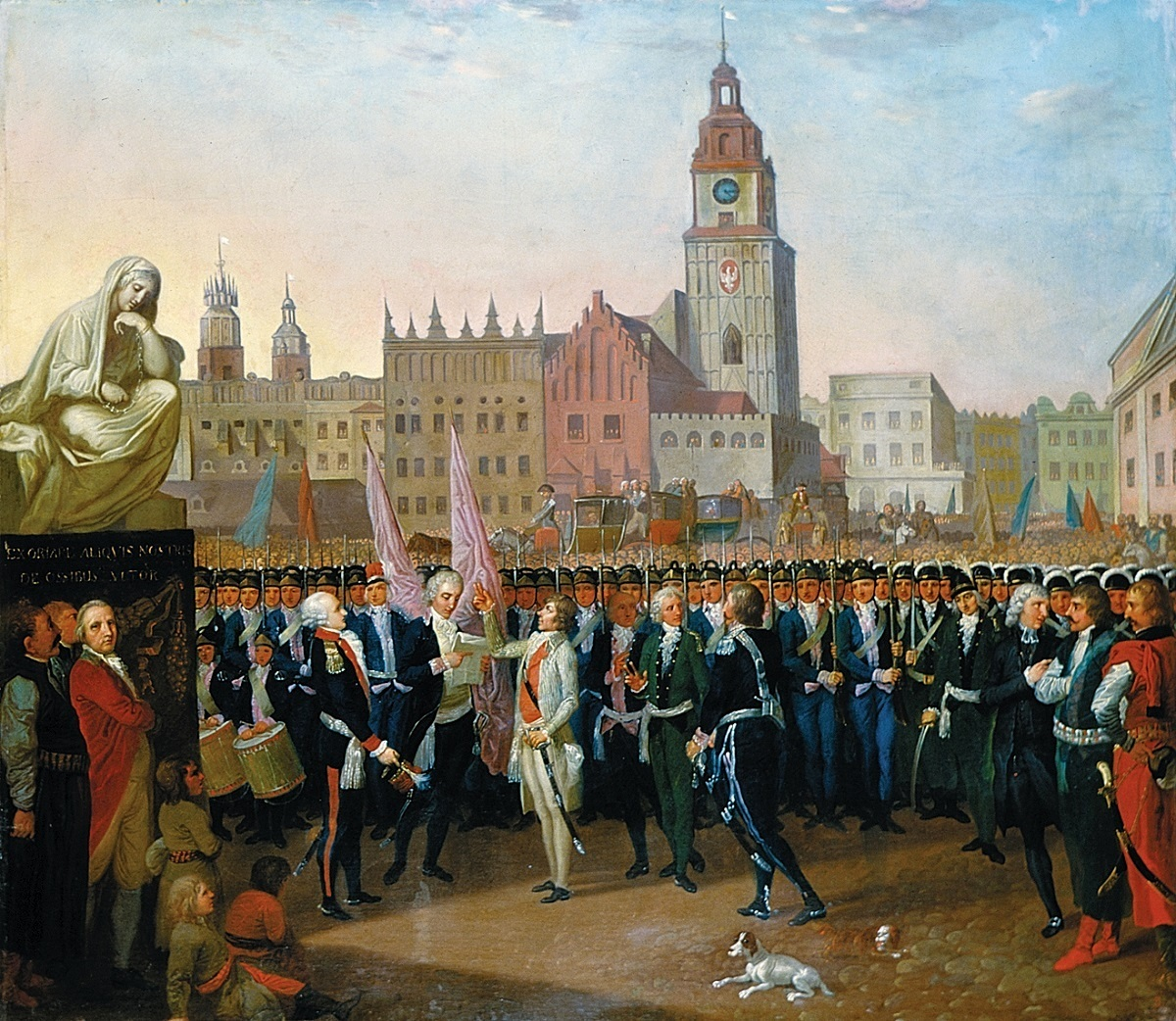
Tadeusz Kościuszko prête serment, 1797.
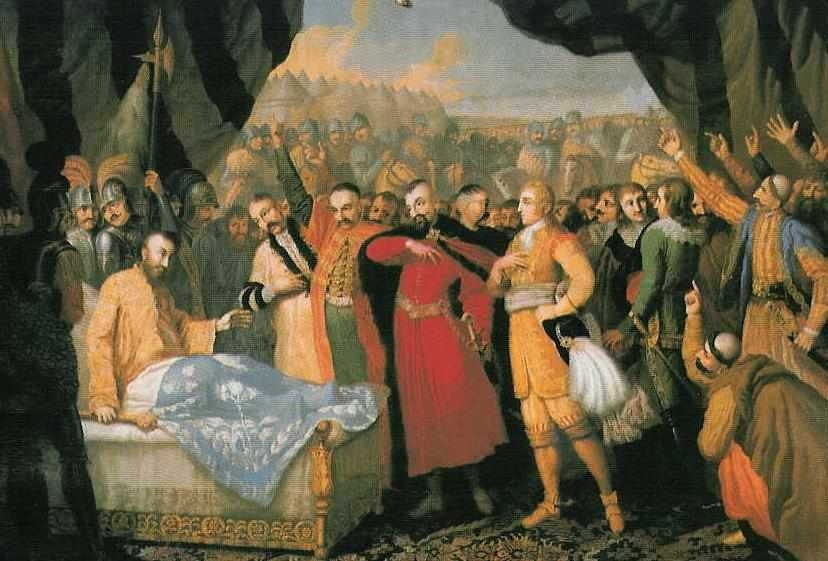
La mort de Jan Karol Chodkiewicz après la Bataille de Khotin (1621) conservé au château Kozłówka.